# Wise (Virginia)
Wise es un pueblo situado en el condado de Wise, Virginia (Estados Unidos). Según el censo de 2010 tenía una población de 389 habitantes. Se encuentra al oeste del estado, cerca de la frontera con Kentucky.

## Demografía

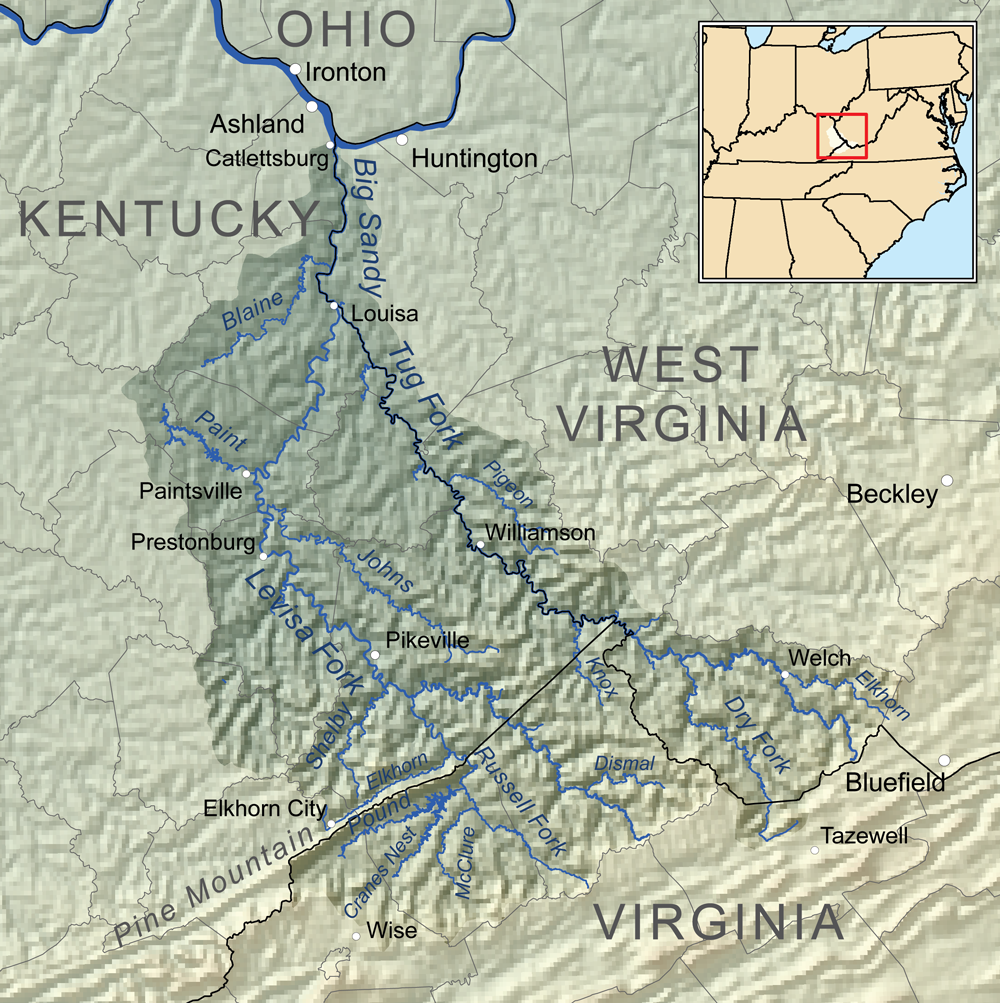
Mapa del río Big Sandy en el que aparece abajo Wise

Según el censo del 2000, Wise tenía 3.255 habitantes, 1.424 viviendas, y 868 familias. La densidad de población era de 409,4 habitantes por km².
De las 1424 viviendas en un 26,3%  vivían niños de menos de 18 años, en un 47%  vivían parejas casadas, en un 10,3% mujeres solteras, y en un 39% no eran unidades familiares. En el 34,6% de las viviendas  vivían personas solas el 14% de las cuales correspondía a personas de 65 años o más que vivían solas. El número medio de personas viviendo en cada vivienda era de 2,17 y el número medio de personas que vivían en cada familia era de 2,79.
Por edades la población se repartía de la siguiente manera: un 19,7% tenía menos de 18 años, un 11,3% entre 18 y 24, un 30,7% entre 25 y 44, un 23,4% de 45 a 60 y un 15% 65 años o más.
La edad media era de 38 años.  Por cada 100 mujeres de 18 o más años  había 99,7 hombres.
La renta media por vivienda era de 28.531$ y la renta media por familia de 36.875$. Los hombres tenían una renta media de 30.170$ mientras que las mujeres 21.389$. La renta per cápita de la población era de 18.760$. En torno al 12,6% de las familias y el 15,6% de la población estaban por debajo del umbral de pobreza.

## Localidades adyacentes
El siguiente diagrama muestra a las localidades más próximas a Wise.